# Danilo al II-lea
Daniil al II-lea sau Danilo al II-lea sau bătrânul Danilo (în sârbă Данило; n. aproximativ 1270 — d. 19 decembrie 1337) a fost unul dintre cei mai venerați sfinți ai Bisericii Ortodoxe Sârbe, personalitate religioasă, culturală și politică, sfânt, arhiepiscop al Serbiei din 1324 (arhiepiscop de Peć). 
Academia Sârbă de Științe și Arte l-a inclus la sfârșitul secolului al XX-lea în lista celor 100 cei mai faimoși sârbi.

## Biografie

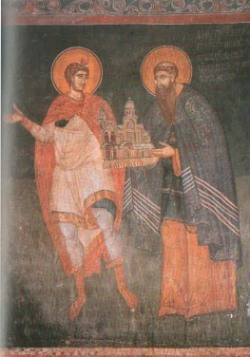
Arhiepiscopul Danilo al II-lea și profetul Daniel

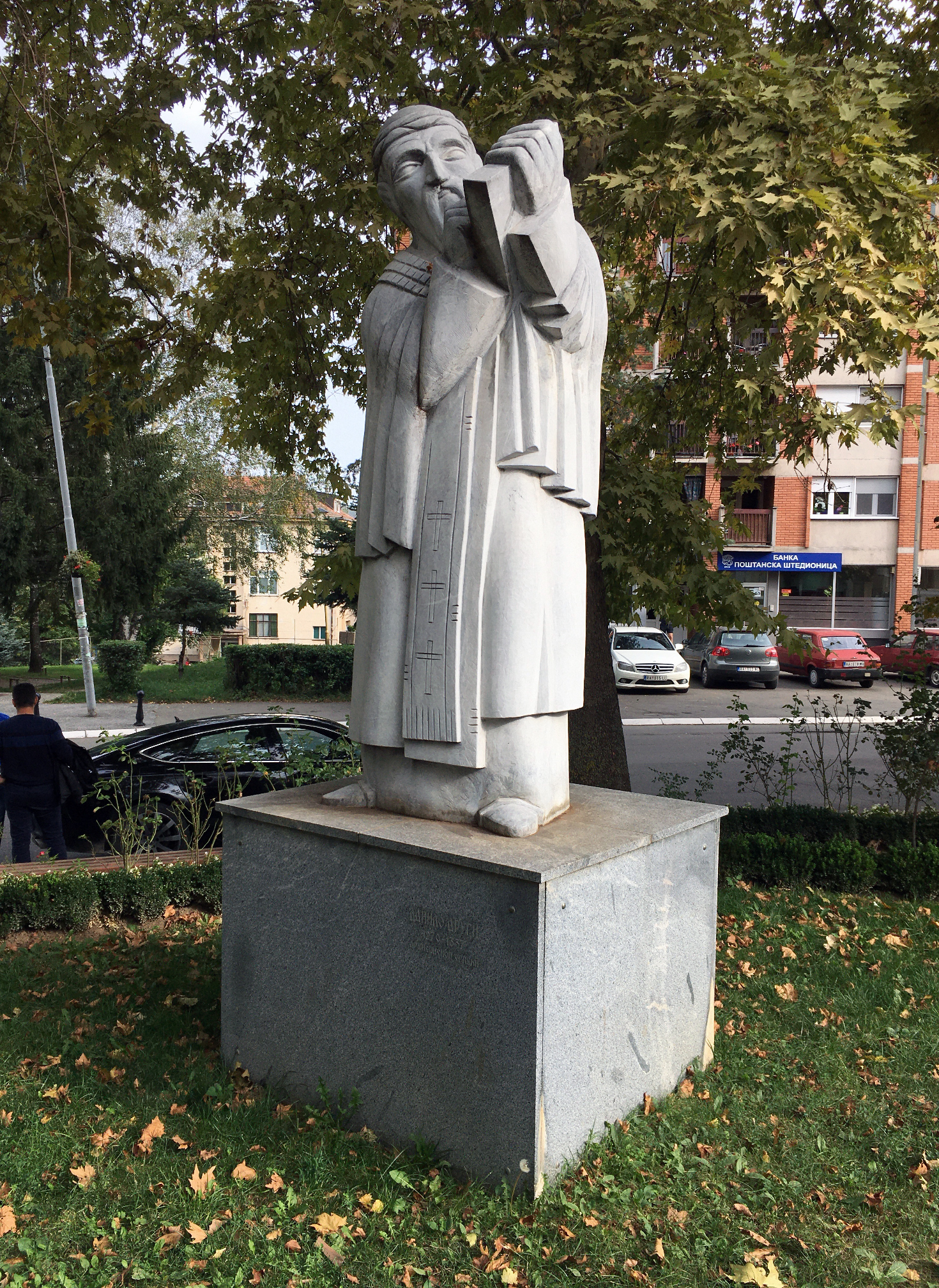
Monumentul lui Danilo al II-lea în orașul Raška (Serbia)

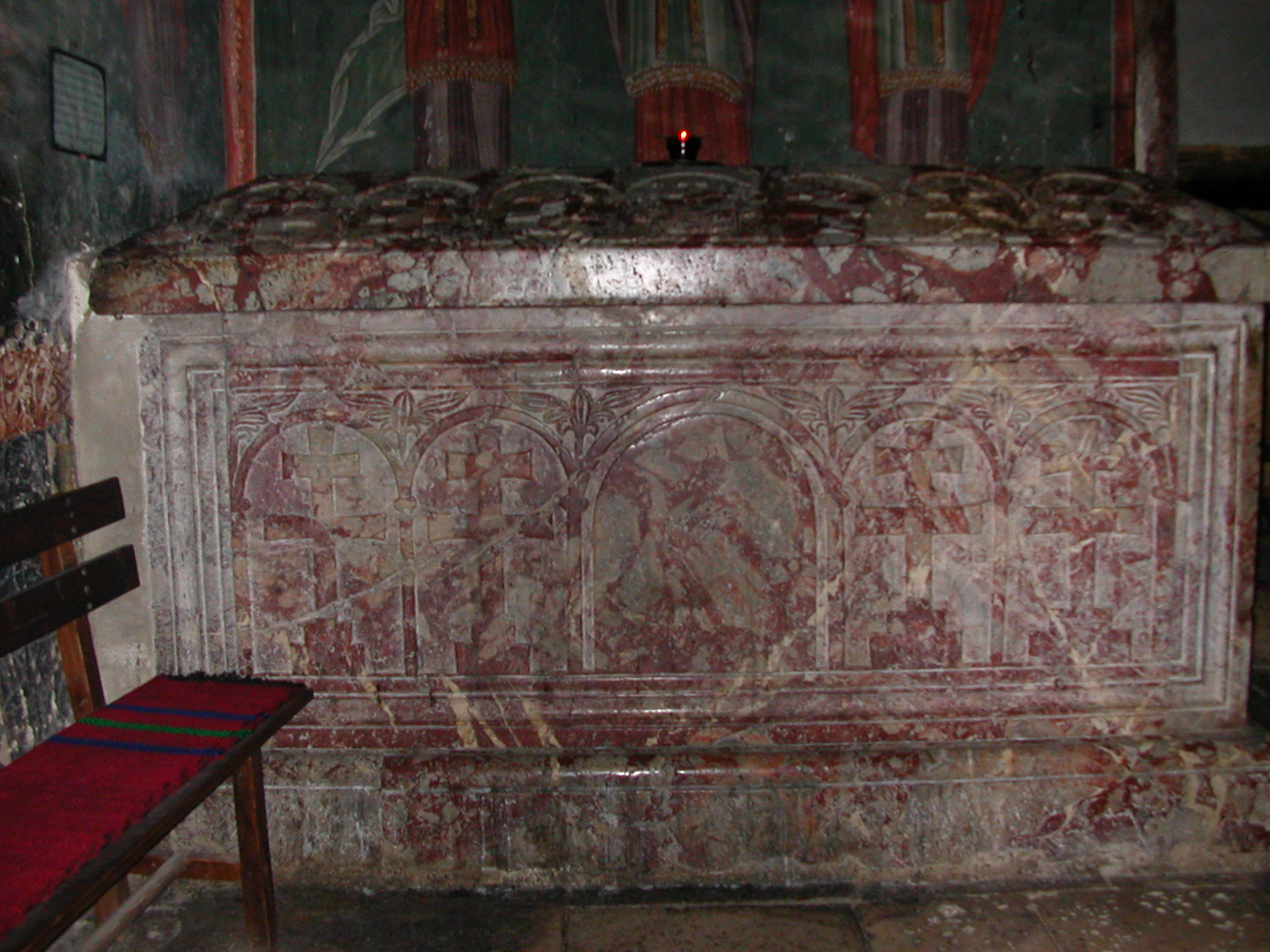
Sicriul lui Danilo al II-lea

S-a născut într-o familie nobilă, numele său laic rămânând necunoscut. Primind o educație bună în tinerețe, devine unul dintre cei mai de încredere curteni ai regelui Serbiei Ștefan Uroș al II-lea Milutin și un ajutor fidel al acestuia. După o discuție cu un bătrân înțelept într-o mănăstire din Sopoćani, unde a ajuns însoțindu-l pe rege, a decis să devină călugăr. În jurul anului 1300, renunțând la cariera laică, a fost tuns cu numele Daniil și a intrat în mănăstirea Sfântului Nicolae din Končul. Între 1304 și 1305, a făcut parte din anturajul arhiepiscopului Eustatie, dobândind experiență prețioasă în conducerea afacerilor bisericești. În 1305 a fost ales egumen al Mănăstirii Hilandar de pe Muntele Athos.
În timpul Companiei Catalane, când cruciații alungați din Palestina, amestecați cu arabi, jefuiau și prădau mănăstirile athonite, a condus apărarea mănăstirii între 1307 și 1310. Confruntându-se cu amenințarea, Danilo a adunat cele mai valoroase comori ale mănăstirii și a plecat cu o escortă armată în Serbia, unde le-a predat lui Ștefan Uroș II Milutin. Când pe Muntele Athos s-a reinstaurat pacea, sfântul a renunțat la egumenie și s-a retras în completă tăcere.
La întoarcere, a fost ales episcop al eparhiei Banja, dar a acceptat să administreze eparhia cu condiția de a i se permite să trăiască pe Muntele Athos și a condus-o timp de trei ani. A supravegheat construcția Mănăstirii Sfântului Ștefan din Banja și a avut grijă de tezaurul regal, pe care l-a păstrat în siguranță.
În perioadele petrecute pe Athos a fost strâns legat de Mănăstirea Sfântul Pantelimon, unde majoritatea călugărilor erau sârbi, și avea un părinte spiritual care i-a oferit sfat și sprijin.
În 1317, Danilo a fost numit în funcția de episcop al Eparhiei Hum. A rămas în această funcție până în 1324, când a fost ridicat la rangul de arhiepiscop al Serbiei. 
În anul 1328, Danilo a ridicat în orașul Peć biserica ortodoxă a Maicii Domnului, pe care a unit-o ulterior printr-un exonartex, proiectat de el însuși, cu bisericile Sfinților Apostoli și Sfântului Dimitrie. De asemenea, a construit bisericile ortodoxe ale Sfântului Nicolae în Peć și Sfântului Gheorghe în cetatea Maglič.
A fost consilierul a trei conducători succesivi ai Serbiei, un diplomat abil și priceput.
Danilo este autorul celei mai vechi părți a colecției „Viețile regilor și arhiepiscopilor sârbi” (completată ulterior de alți autori), care cuprinde viețile regilor Stefan Uroș I, Stefan Dragutin, Milutin (Stefan Uroș al II-lea), reginei Elena, arhiepiscopilor Arsenie I, Ioanichie I și Eustatie I. Acest ciclu, creat între 1317 (Viața reginei Elena) și 1324 (Viața regelui Milutin), este o sursă esențială pentru istoria dinastiei Nemanjić și a Bisericii Ortodoxe Sârbe din a doua jumătate a secolului al XIII-lea – primul sfert al secolului al XIV-lea și, potrivit specialiștilor, continuă tradiția sfântului Stefan Prvovenčani.
A fost înmormântat la Peć. Pomenirea lui se face pe 20 decembrie, în Soborul Sfinților Sârbi și al Cuvioșilor Athoniți.